# Sainte Famille
Pour les articles homonymes, voir Sainte-Famille.

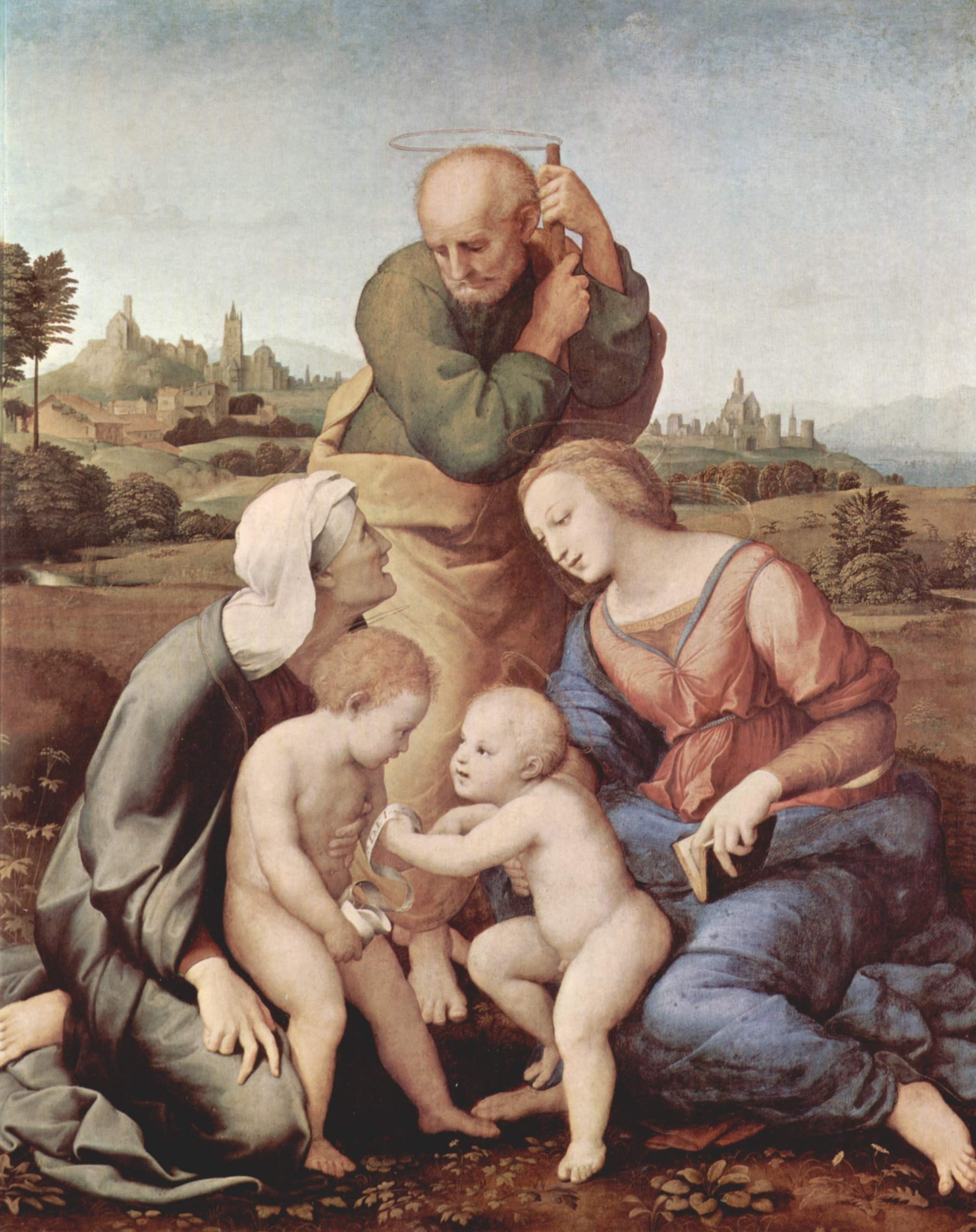
La Sainte Famille avec Élisabeth et Jean le Baptiste, tableau de Raphaël.

La Sainte Famille est la famille formée par Jésus de Nazareth et ses  parents, Marie et Joseph. Elle est citée en exemple par l'Église catholique pour les familles. « Les bergers vinrent en hâte, et ils trouvèrent Marie et Joseph avec le nouveau-né couché dans une crèche. » La fête liturgique célébrant cette Sainte Famille de Nazareth est instaurée par l'Église en 1893 et fixée aujourd'hui au dimanche qui suit immédiatement la fête de Noël, ou le 29 décembre selon l'année liturgique (A, B ou C). La Vierge Marie est célébrée le 1er janvier, et Joseph, son époux, est fêté le 19 mars, et en tant que saint patron des travailleurs et des artisans le 1er mai.

## Origines
C'est un missionnaire français au Canada, François de Laval, qui est à l'origine du culte de la Sainte Famille. En 1660, le monastère Saint-Joseph du Bessillon avait signalé des miracles sur Saint Joseph et Sainte Marie et la paroisse de Sainte-Famille sur l'île d'Orléans fut fondée en 1684. En 1665, François de Laval fonda la confrérie de la Sainte Famille, qui existe encore dans quelques paroisses du Canada. La fête de la Sainte Famille est la fête patronale du séminaire de Québec.
Ce culte s'est ensuite répandu dans l'Église catholique au XIXe siècle avec l'appui du pape Léon XIII.

## Liturgie catholique latine
La Sainte Famille est une fête qui a lieu le dimanche qui suit le 25 décembre, entre la fête de Noël (25 décembre) et la solennité de Marie Mère de Dieu (1er janvier). Elle doit être forcément dans le mois de décembre, si Noël tombe un dimanche elle se fête le 30 décembre.
Cet emplacement ne date que de la réforme liturgique de 1969. Dans l'ancien calendrier liturgique, la Sainte Famille se fêtait le premier dimanche après l'Épiphanie, à la fin du temps de Noël.

## Fuite en Égypte
Le Nouveau Testament (Mt 2, 13-23) relate la fuite de la sainte famille en Égypte après le massacre des Innocents.

## Représentations artistiques
Les représentations artistiques de la Sainte Famille sont nombreuses. Elle est représentée en compagnie d'Élisabeth et de son fils Jean le Baptiste, d'Anne (mère de Marie), et aussi lors de sa fuite en Égypte.
La Sainte Famille n'a rien à voir avec la Trinité.  En effet, dans De la Trinité, Augustin dit : « Je ne regarde donc point comme probable l’opinion de ceux qui pensent que la nature humaine offre l’image de la Trinité d’un Dieu en trois personnes, dans l’union conjugale de l’homme et de la femme, complétée par leur progéniture qui représente la relation entre les trois personnes divines : le Père, le Fils et l'Esprit-Saint. »

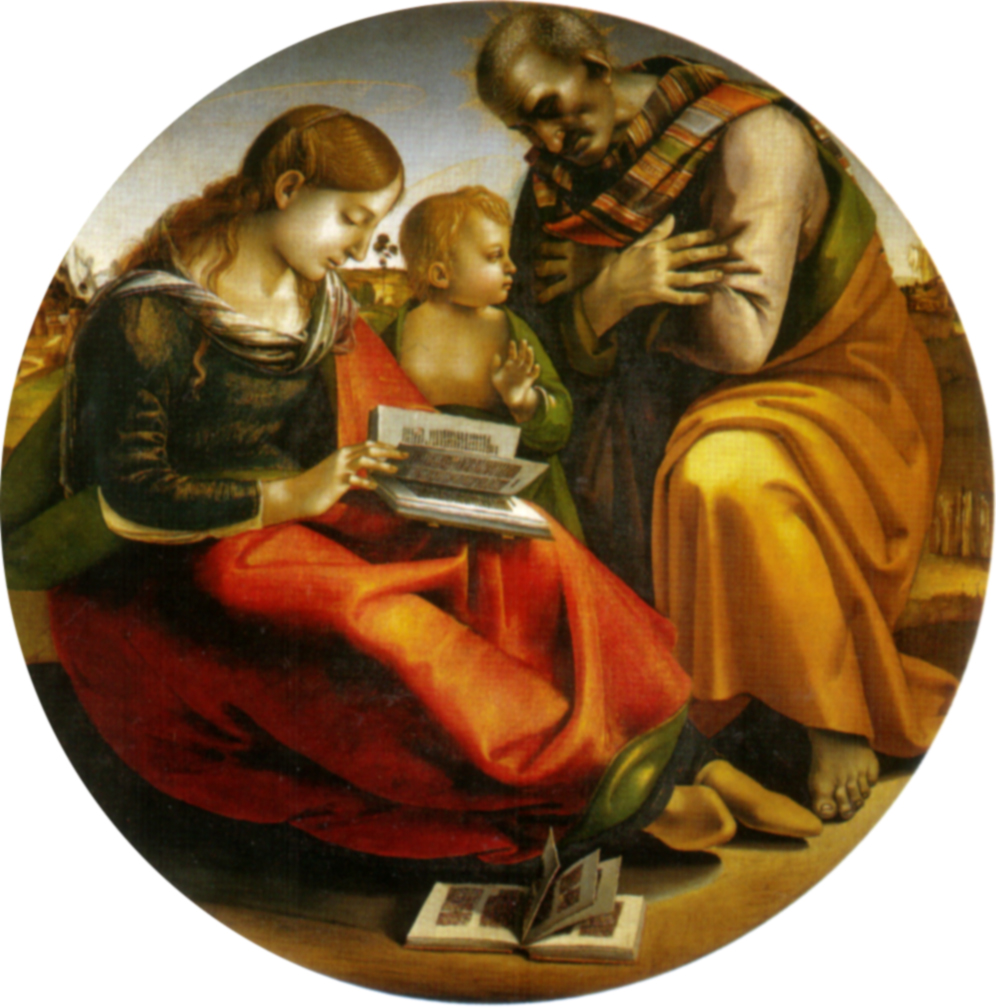
Sainte Famille de Luca Signorelli, vers 1487-1488.
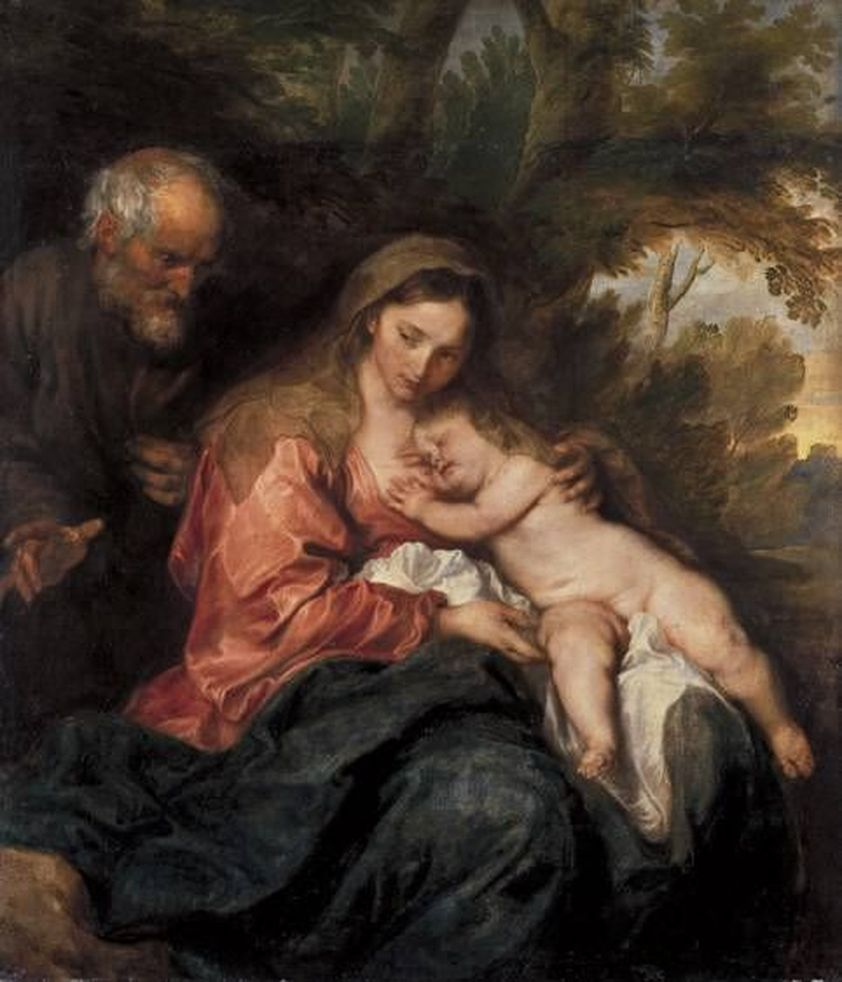
Repos de la Sainte Famille lors de la Fuite en Égypte, Van Dyck, Alte Pinakothek de Munich.
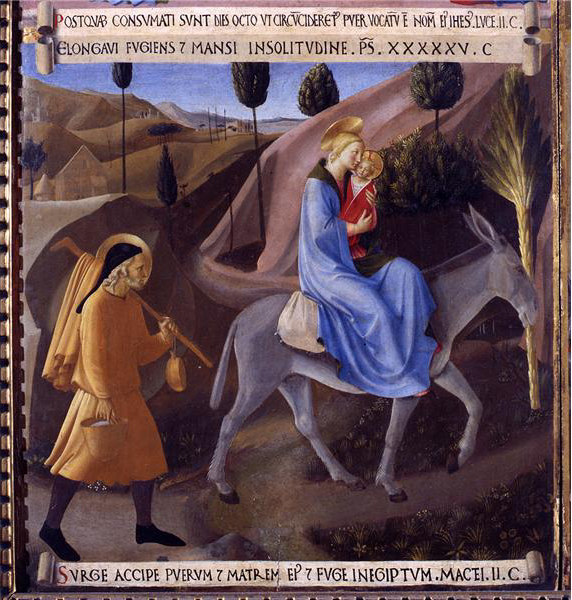
Fuite en Égypte de Fra Angelico (Armadio degli Argenti du musée national San Marco).
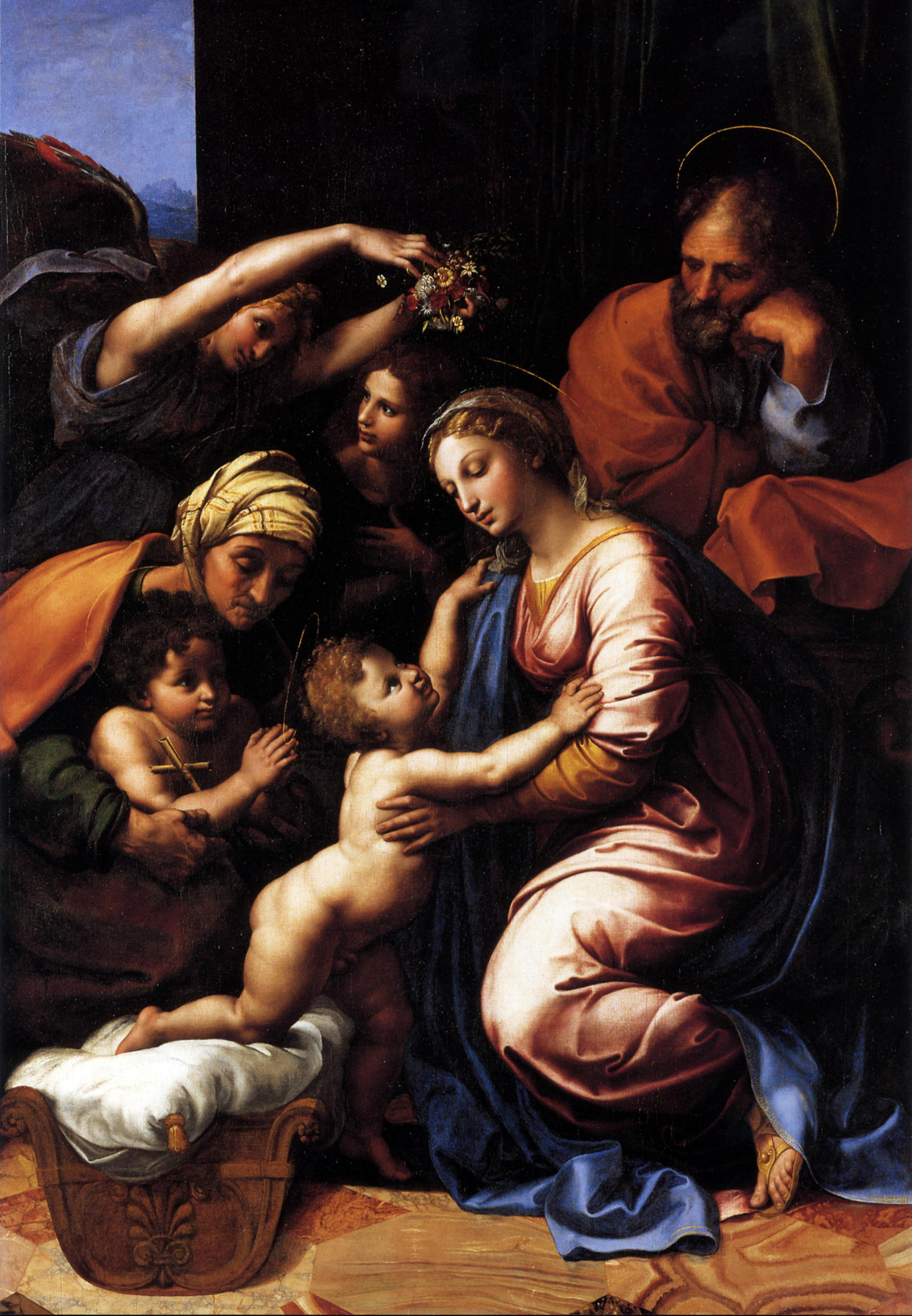
La Sainte Famille de François Ier, Raphaël, vers 1518.
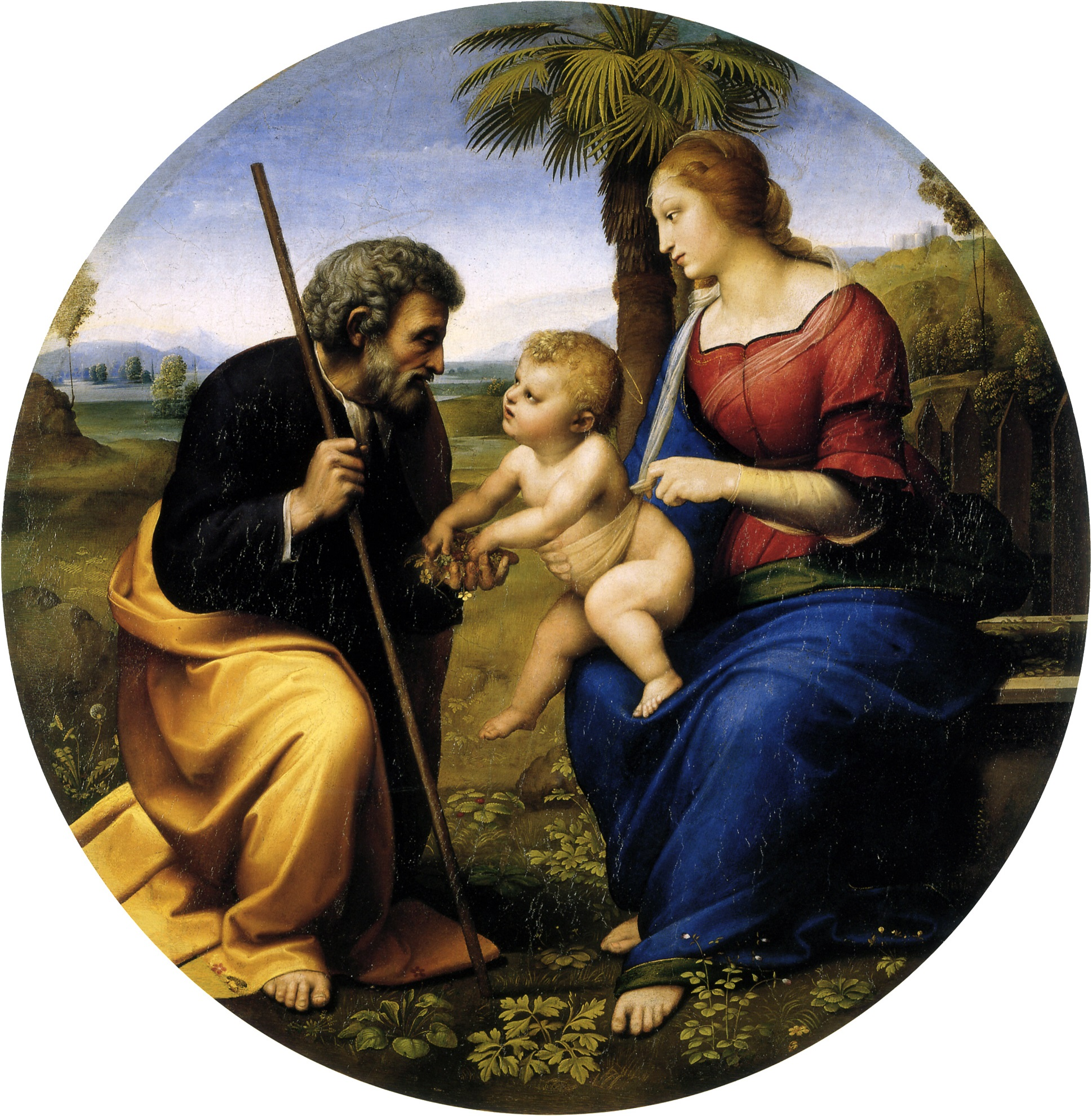
La Sainte Famille au palmier, Raphaël (1506), National Galleries of Scotland.
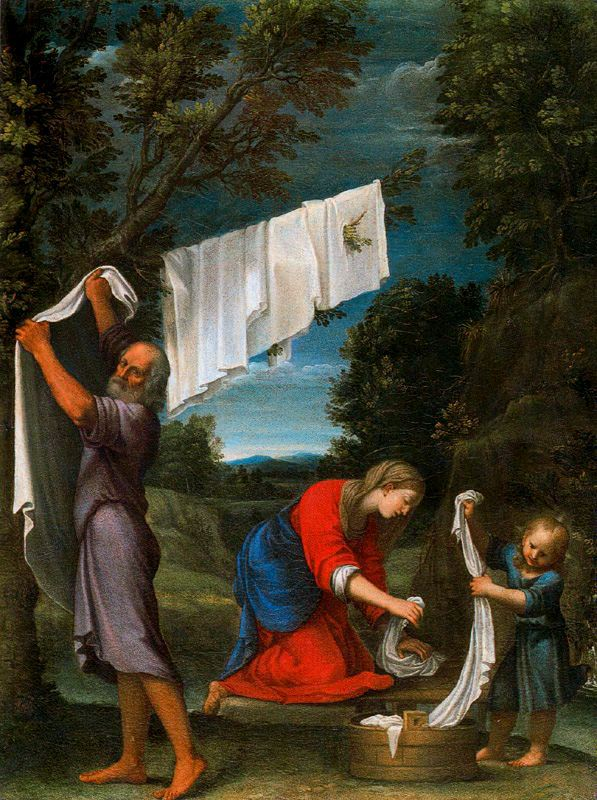
Vierge à la lessive, Lucio Massari, début XVIIe siècle[2].
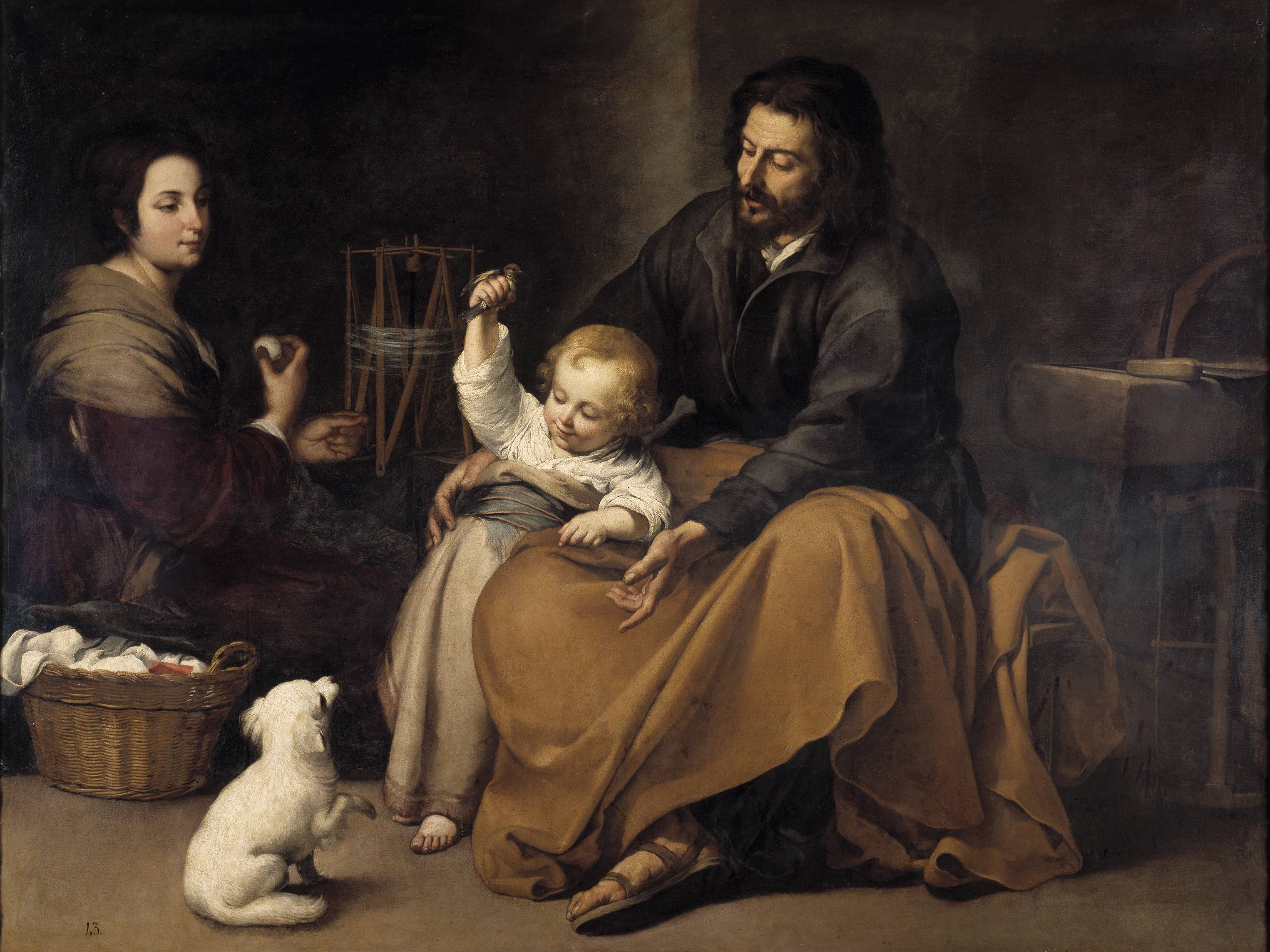
Sainte Famille au petit oiseau, Bartolomé Esteban Murillo (v. 1650), musée du Prado.